# Mount Shirshov
Mount Shirshov är ett berg i Antarktis. Det ligger i Östantarktis. Australien gör anspråk på området. Toppen på Mount Shirshov är 1 042 meter över havet.
Terrängen runt Mount Shirshov är platt åt nordost, men åt sydväst är den kuperad. Trakten är obefolkad. Det finns inga samhällen i närheten.